# Plac Michała Kajki w Mrągowie
Plac Michała Kajki (hist. Wielki Rynek) – centralny plac Mrągowa, będący rynkiem miejskim w kształcie prostokąta o wymiarach 100 na 70 metrów.

## Historia
Główny rynek miejski Mrągowa powstał w XV w. podczas lokacji miasta. Posiadał on kształt wydłużonego prostokąta z ratuszem pośrodku i wymiary 8 x 8 prętów (34,5 x 34,5 metra). Powodem niewielkich rozmiarów rynku była topografia miasta otoczonego jeziorami. Wokół rynku wytyczono parcele pod zabudowę domów z podcieniami. W pobliżu rynku był kościół parafialny istniejący już od 1409, prawdopodobnie drewniany na fundamentach z kamienia. Z narożników rynku biegły ulice wylotowe, które krzyżując się z przecznicami tworzyły szachownicowy układ ulic. Wzdłuż jego wschodniej pierzei przebiegał główny szlak komunikacyjny przecinający miasto na linii północ-południe.
Do 1513 na rynku odbywał się co roku 11 listopada jarmark św. Marcina, jednak w 1513 wielki mistrz Albrecht Hohenzollern zezwolił na zmianę terminu na 6 grudnia, w związku z tym nowym patronem miasta został św. Mikołaj.

### Pożary zabudowy rynku
W 21 lipca 1520 podczas wojny polsko-krzyżackiej jeźdźcy polscy zdobyli i doszczętnie spalili miasto, w tym zabudowę rynku. Miasto przeżywało wówczas kryzys ekonomiczny i odbudowa przesuwała się w czasie. Przebywający ponownie w Mrągowie 17 września 1527 Albrecht Hohenzollern nadał przywilej cosobotnich "targów pod rozwiniętą chorągwią" co miało wpłynąć na przyspieszenie odbudowy. Zgodnie z tym prawem, do określonej godziny mogli na rynku kupować tylko mieszkańcy miasta. Po wyznaczonym czasie, kiedy to zdejmowano chorągiew, mogli kupować także inni, nie zamieszkali w mieście. Handlować można było tylko na rynku i w określone dni. 
Kolejny wielki pożar wybuchł 24 czerwca 1698. Miasto prawie doszczętnie spłonęło (ok. 130 budynków), razem z ówczesną siedzibą rady miasta na Rynku. Mrągowo odbudowano według nowego planu zakładającego szersze i prostsze ulice oraz budynki o jednakowej wysokości budowane według określonych zasad, jednak ze względów ekonomicznych zaniechano budowy nowego ratusza. Miasto przez ponad 120 lat nie miało reprezentacyjnej siedziby burmistrza. Posiedzenia rady odbywały się w wynajętej „izbie sesyjnej”. Urzędnicy miejscy pracowali przy Rynku w skromnym budynku z małą wieżyczką z zegarem. W obrębie rynku w XVIII w. stacjonowały oddziały wojsk pruskich oraz w 1812 wojska napoleońskie. 
Pożar, który miał największy wpływ na obecny wygląd centrum wybuchł w 1822 roku. Spaliły się wtedy 44 budynki mieszkalne, 27 obór, 3 spichlerze, 4 budynki gospodarcze oraz 68 stodół. Odbudowując miasto zakazano odbudowywać budynki, które spłonęły w południowej części rynku. Zamiast tego powiększono jego obszar. Zdecydowano, że nowe budynki w centrum miasta powinny być masywne, kryte dachówką ceramiczną. Później jednak, ze względu na niewielką wytrzymałość podłoża zezwolono także na budowę – przy bocznych ulicach – domów o konstrukcji drewnianej. Dachy domów miały mieć spady od ulic i podwórza. Zgodnie z planem odbudowy wszystkie stodoły musiały zostać przeniesione poza miasto. Po pożarze zostały wytyczone nowe drogi, bo miasto zaczęło się rozrastać. Wtedy wytyczono ul. Filozofów (obecnie ul. Mrongowiusza), przy której miały stać stodoły. Warsztaty mogące być przyczyną wywołania pożaru postanowiono przenieść poza miasto. 
Również w 1822 zapadła decyzja o budowie nowego ratusza, którego ulokowanie podzieliło centrum miasta na dwa niezależne rynki: południowy Wielki Rynek (obecnie plac Michała Kajki) i północny Mały Rynek. W 1856 roku wybrukowano Wielki Rynek.

### Przewrót na Wielkim Rynku
W roku 1919 w nocy 29 marca plac Kajki świadkiem przewrotu. W ostatnim etapie I wojny światowej wybuchła rewolucja w Niemczech. W Mrągowie doszło do utworzenia Rady Żołnierskiej, na której czele stali Döbbecke i Kredtke. Starosta von Schwerin oraz burmistrz mrągowski Hermann Jaenike musieli ustąpić z zajmowanych stanowisk. Za ład i bezpieczeństwo w mieście odpowiadać miała powołana w tym celu miejscowa kompania bezpieczeństwa, której mężem zaufania został Kochanowski. Komunistycznej Radzie Żołnierskiej nie podporządkował się miejscowy Batalion Piechoty. Uprzedzając ewentualny atak, Kochanowski wraz z kompanią bezpieczeństwa uderzył w nocy 29 na 30 marca 1919 roku na hotele w centrum miasta: „Masovia” i „Deutches Haus”, w których przebywali oficerowie stacjonującego w Mrągowie wojska. Rewolucjonistom udało się schwytać dwóch oficerów. Szybko jednak regularni żołnierze armii niemieckiej ich odbili. Kochanowskiemu udało się uciec. Schwytanych uczestników parę dni później sąd skazał na wysokie kary więzienia.

### Po 1945
W styczniu 1945 roku w Mrągowie w gruzach legło 86 budynków. Zniszczeniu uległo zwłaszcza zabytkowe centrum miasta, gdzie obecnie znajduje się najwięcej powojennych budynków. Całkowicie zburzona została wschodnia pierzeja. Najbardziej zniszczeniu uległy hotele "Deutsches Haus" i "Masovia", które przestały już istnieć. W latach 1946–1960 w miejsce zburzonych domów wybudowano jako zabudowę plombową bloki, zaś na północny wschód od rynku powstał skwer i założenie parkowe (obecny Plac Jana Pawła II). W 1948 roku przystąpiono do usunięcia i wywozu ruin kamienic do odbudowy Warszawy. Sprzedaż cegły ze zburzonych domów stanowiła w tym czasie jedno z głównych źródeł dochodów miasta.

## Zabudowa
Zabudowę otaczającą Wielki Rynek stanowiły niskie zabytkowe kamienice pochodzące z przełomu XIX i XX w. W czasie II wojny światowej część z nich uległa zniszczeniu bądź została spalona. Centralną część zajmuje zespół ratuszowy w skład którego wchodzą: Ratusz, Strażnica Bośniacka, kamienica bankowa oraz budynek byłego więzienia. Z Rynku wychodzi siedem ulic – po dwie z północnych narożników (Ratuszowa, Kościelna, Kościuszki, Mickiewicza), po jednej z południowych narożników (Warszawska, Dolny Zaułek) i ulica Roosevelta (dawniej Ogrodowa).